# Davis (Californie)
Pour les articles homonymes, voir Davis.
Davis est une municipalité du comté de Yolo, en Californie, dont la population était de 65 622 habitants en 2010. Davis est connue en Californie pour être une ville de réputation « écologique » et « progressiste » accueillant le campus de l'Université de Californie à Davis. En 2006, Davis a été élue la seconde ville la plus éduquée des États-Unis par CNN Money Magazine.

## Éducation
- Université de Californie à Davis

## Démographie
| 1880 | 1890 | 1920 | 1930  | 1940  | 1950  |
| ---- | ---- | ---- | ----- | ----- | ----- |
| 441  | 547  | 939  | 1 243 | 1 672 | 3 554 |

| 1960  | 1970   | 1980   | 1990   | 2000   | 2010   |
| ----- | ------ | ------ | ------ | ------ | ------ |
| 8 910 | 23 488 | 36 640 | 46 209 | 60 308 | 65 622 |

## Jumelages
- Inuyama (Japon)
- Los Baños (Philippines) (Philippines)
- Muñoz (Philippines) (Philippines)
- Qufu (Chine)
- Rutilio Grande (Salvador)
- Sangju (Corée du Sud)
- Uman (Ukraine)
- Wuxi (Chine)

## Personnalités
- Sondre Guttormsen (1999-), athlète norvégien, né à Davis.
- Alexandria Villaseñor (2005-), militante américaine pour le climat, née à Davis.
- Jane I. Guyer (1943-2024), anthropologue écossaise, décédée à Davis.